# 에이미 맨
에이미 맨(Aimee Mann, 1960년 10월 8일 ~ )은 미국의 싱어송라이터, 기타리스트, 베이시스트이다. 1980년대에는 보스턴의 뉴웨이브 밴드 'Til Tuesday에서 활동했다. 1990년대 초반 솔로활동을 시작했고, 현재까지 7개의 솔로앨범을 발표했다. 1999년엔 폴 토마스 앤더슨의 영화 매그놀리아의 OST인 Save Me를 불렀고, 이 곡으로 아카데미 상과 그래미상의 후보로 오르기도 했다.